# Mero (rappeur)
Pour les articles homonymes, voir Méro.
Mero, de son vrai nom Enes Meral, est un rappeur allemand d'origine turque, né le 28 juillet 2000 à Rüsselsheim am Main.

## Carrière
Mero attire l'attention avec des vidéos de rap sur Instagram.
Mero signe en mai 2018 un contrat avec Groove Attack TraX, une coentreprise entre le rappeur Xatar et le label Groove Attack, dirigé par Xatar.
Le 23 novembre 2018, Mero publie son premier single Baller los qui devient immédiatement le numéro un des tendances allemands sur YouTube puis sur Spotify. Après seulement une journée, la vidéo atteint un million de vues. La chanson est numéro un des ventes en Allemagne le 30 novembre 2018 et en Autriche.
Il est le premier rappeur de l'histoire du classement allemand à être numéro un avec son premier single. Son style se caractérise par des chœurs d'inspiration orientale et l'utilisation du double-temps. La sortie de son premier album studio Ya Hero Ya Mero est prévue pour le 15 mars 2019. Le deuxième single Hobby Hobby paraît en janvier 2019 et a déjà après un jour plus de 1,7 million de streams sur Spotify. Il est numéro un des ventes en Allemagne et en Autriche.
En 2021 il est coach de O Ses Türkiye RAP, la version rap de O Ses Türkiye.

## Discographie
→ Article détaillé: Mero (Rappeur)/Discographie
Studio Albums
| Année | Titre Label de musique             | Graphique       | Graphique       | Graphique       | Notes                                   |
| Année | Titre Label de musique             | EN              | À               | CH              | Notes                                   |
| ----- | ---------------------------------- | --------------- | --------------- | --------------- | --------------------------------------- |
| 2019  | Ya Hero Ya MeroGroove Attaque TraX | 1 (24 semaines) | 1 (20 semaines) | 1 (13 semaines) | Première publication: 15 mars 2019      |
| 2019  | TraX d’attaque Groove unique       | 4 (6 semaines)  | 6 (4 semaines)  | 14 (4 semaines) | Première publication: 27 septembre 2019 |
| 2020  | Soul Groove Attack TraX            | 14 (3 semaines) | 29 (1 semaine)  | 24 (2 semaines) |                                         |

Ses sons
•  2 aout 2024: Van cleef
- 15 mars 2019 : Ya Hero Ya Mero
- 27 septembre 2019 : Unikat
- 9 octobre

- 23 novembre 2018 : Baller los
- 17 janvier 2019 : Hobby Hobby
- 7 mars 2019 : Wolke 10
- 31 mai 2019 : Malediven
- 14 juin 2019 : Olabilir
- 26 juillet 2019 : Mein Kopf
- 9 aout 2019 : Olé Olé (feat. Brado)
- 23 aout 2019 : No Name
- 20 septembre 2019 : Meine Hand
- 28 mai 2020 : Bogota
- 26 juin 2020 : Ohne dich
- 14 aout 2020 : Perspektive
- 25 novembre 2021:Double cup
- 28 janvier 2022: 3AM
- 20 Janvier 2024 : Eman le boss

Singles en featuring
- 7 février 2019 : Ferrari (Eno feat. Mero)
- 6 septembre 2019 : Kein Plan (Loredana feat. Mero)
- 8 novembre 2019 : Kafa Leyla (Brado feat. Mero)
- 19 Mars 2020 : Soolking feat Mero  Hayati